# (6581) Sobers
(6581) Sobers (1981 SO) – planetoida z pasa głównego asteroid okrążająca Słońce w ciągu 3 lat i 179 dni w średniej odległości 2,3 j.a. Została odkryta 22 września 1981 roku w Kleť Observatory w pobliżu Czeskich Budziejowic przez Antonína Mrkosa. Nazwa planetoidy pochodzi od Gary'ego Sobersa (ur. 1936), zachodnioindyjskiego gracza w krykieta.